# Çay Hanı

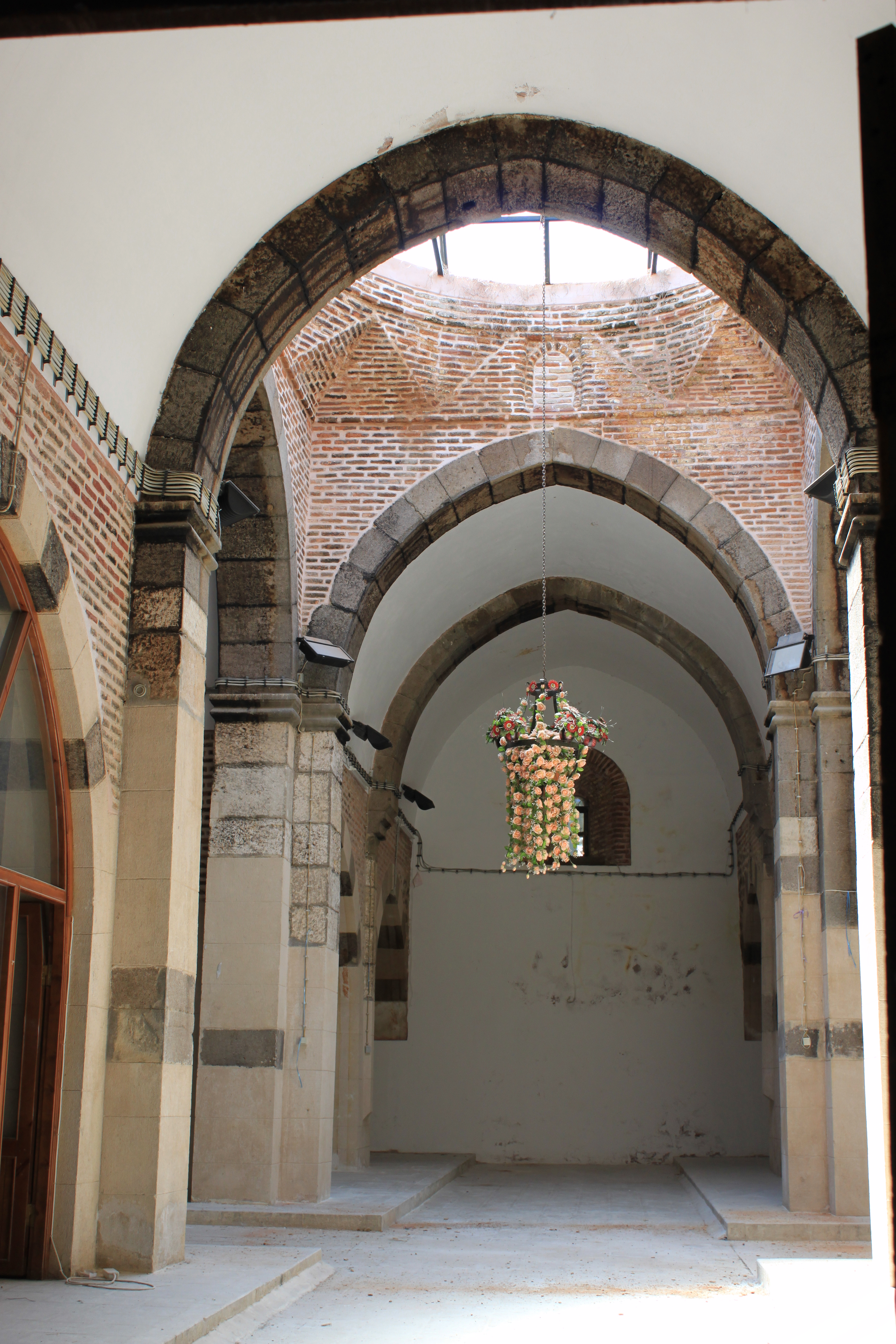
Çay Kervansaray, Blick in das Mittelschiff mit Glaskuppel

Der Çay Hanı, auch Taş Han, ist eine seldschukische Karawanserei mitten in der Stadt Çay in der türkischen Provinz Afyonkarahisar in Westanatolien.

## Lage
Der Çay Hanı liegt im Zentrum der Stadt Çay, an der Ecke Inönü Caddesi und Sinema Sokağı. Schräg gegenüber auf der anderen Straßenseite befinden sich die Moschee Taş Camii (auch Sultan Alâeddin Camii genannt) und die Ruinen des Çay Hamamı, welche zum Han gehören und auch gleichzeitig mit ihm erbaut wurden. An dieser Stelle befand sich die Kreuzung zweier Karawanenrouten, die den Bau eines Hans sinnvoll machten: Von West nach Ost die Verbindung von Afyon nach Akşehir und Konya und von Nord nach Süd von Sivrihisar nach Antalya.

## Name
Ob die Stadt Çay nach dem Han benannt wurde (der frühere Name der Stadt war Iulia Ipsos) oder der Han nach der Stadt, ist unklar. Die einheimische Bevölkerung nennt den Han nur Taşhan, türkisch taş = Stein. Ein älterer, aber nicht mehr gebräuchlicher Name ist Ebûl Mücahid Yusuf bin Yakub Hanı, nach dem Stifter des Bauwerks.

## Geschichte
Der Bau erfolgte im Auftrag des Seldschukensultans Kai Chosrau III. (türkisch: Gıyaseddin Keyhüsrev III.) in den Jahren 1278 bis 1279 unter General Ebûl Mücahid Yusuf bin Yakub, dem Stifter der Anlage, die auch eine Medrese und einen Hamam umfasste. Die Bauzeit lässt sich aus einer Inschrift über dem Tor ablesen. Der Han ist somit einer der letzten Seldschuken-Hane, die während der mongolischen Ilchane-Herrschaft errichtet wurden. W. Dorn gibt jedoch als Bauherren der Anlage  den Großwesir Sahip Ata an.
Im Laufe der osmanischen Herrschaft ab dem 15. Jahrhundert verlor der Han an Bedeutung. Spätestens ab dem 19. Jahrhundert war die Außenanlage – der „Sommerhof“ – zerstört und das Gebäude – der „Wintersaal“ – wurde als Getreidespeicher benutzt.
1844 wurde der Han unter Sultan Abdülaziz erstmals renoviert, die eingestürzte Kuppel wurde nicht wieder errichtet, sondern durch ein Glasdach ersetzt.
1972 stieß man bei Ausgrabungen auf die Mauerreste eines Hamams, der sich zwischen der Medrese und dem Han befand.
Durch das Erdbeben im Februar 2002 wurden zwar Teile der Stadt Çay zerstört, der Han trug aber nur geringe Schäden davon. Von 2007 bis 2008 erfolgte eine Generalrenovierung, um den Han der Öffentlichkeit wieder zugänglich zu machen. Ab 2008 befand sich ein Basar im Han, der aber nach drei Jahren wieder geschlossen wurde. Seit 2013 dient der Han als Restaurant.

## Architektur

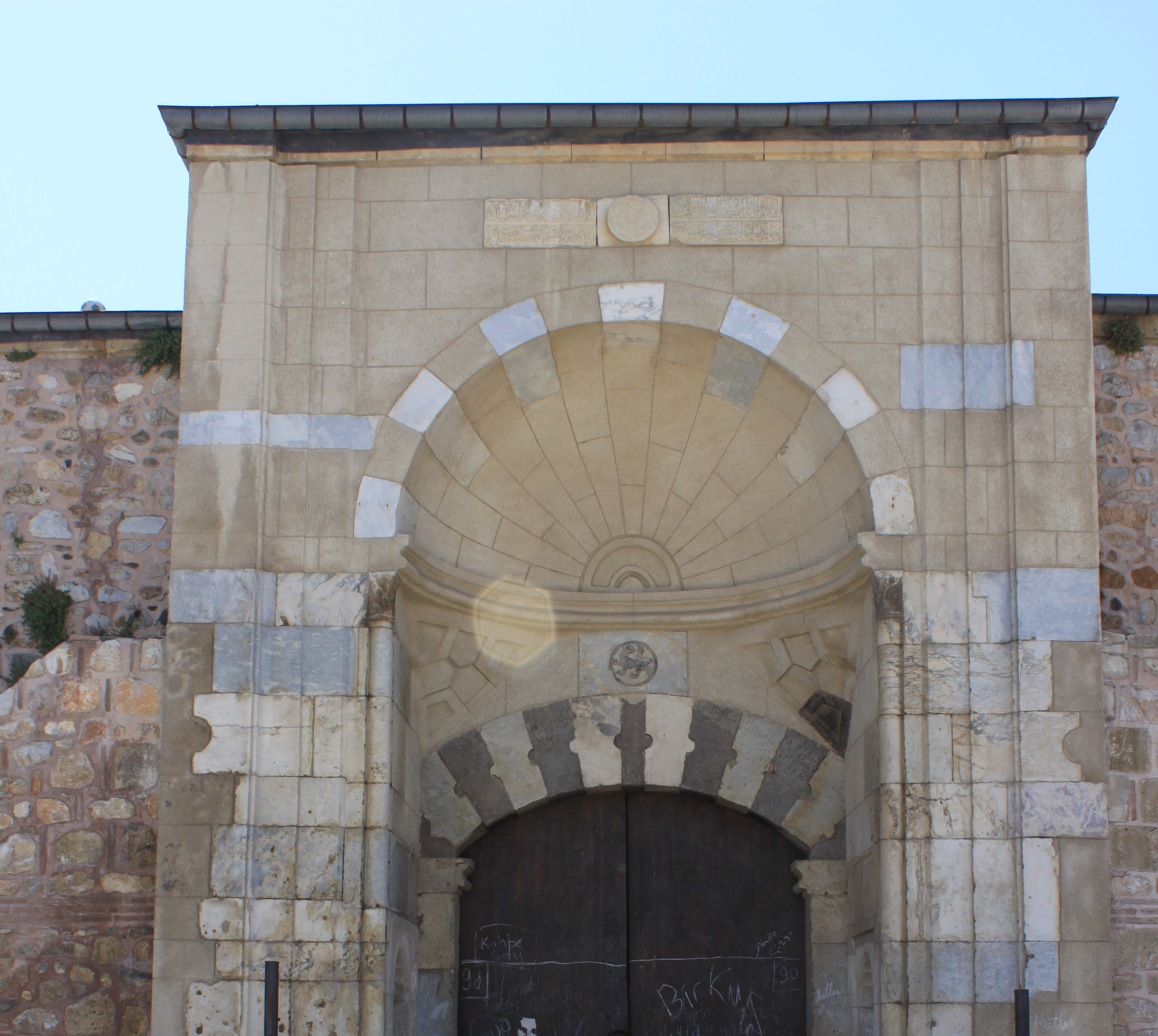
Çay; Eingangsportal des Taş Han von 1278.

Als Architekt wird auf der Inschrift über dem Eingang Oğul Beğ bin Mehmet angegeben. Der Han bestand ursprünglich aus zwei miteinander verbundenen Bauwerken, dem „Sommerhof“ und dem „Wintersaal“. Die Karawanserei ist von Nord nach Süd ausgerichtet. Vom nördlich gelegenen Sommerhof sind heute nur noch die Außenmauern teilweise sichtbar. Nach den Zeichnungen von Kurt Erdmann war der Sommerhof 30 m breit und 35 m lang.
Auffällig am Wintersaal ist der quadratische Grundriss von ca. 26 m Außenlänge; er ist damit der einzige quadratische Seldschukenhan. Die Außenmauern werden an der West-, Ost- und Südseite sowie an der Südost- und Südwestecke durch dreieckige Außenstützen gestärkt, sie ähneln denen des Ertokuş Hans. Die Außenwände bestehen aus verfugten unbehauenen Steinen. Licht fällt durch drei schießschartenartige Fenster im Südteil und jeweils durch ein ebensolches Fenster an der Ost- und Westseite sowie durch die Glaskuppel in den Innenraum.
Im Inneren lässt sich der Han in drei Querschiffe und fünf Mittelschiffe gliedern.
Die Tonnengewölbe werden von 16 Säulen getragen, die aus behauenem Stein und Ziegeln gefertigt sind. Das Mittelschiff ist höher als die anderen Schiffe und wurde im Mittelpunkt des Hans von einer Kuppel gekrönt, vermutlich ähnlich wie am Karatay Han. Die Kuppel stürzte jedoch ein und heute befindet sich an dieser Stelle ein Glasdach.

## Kunst

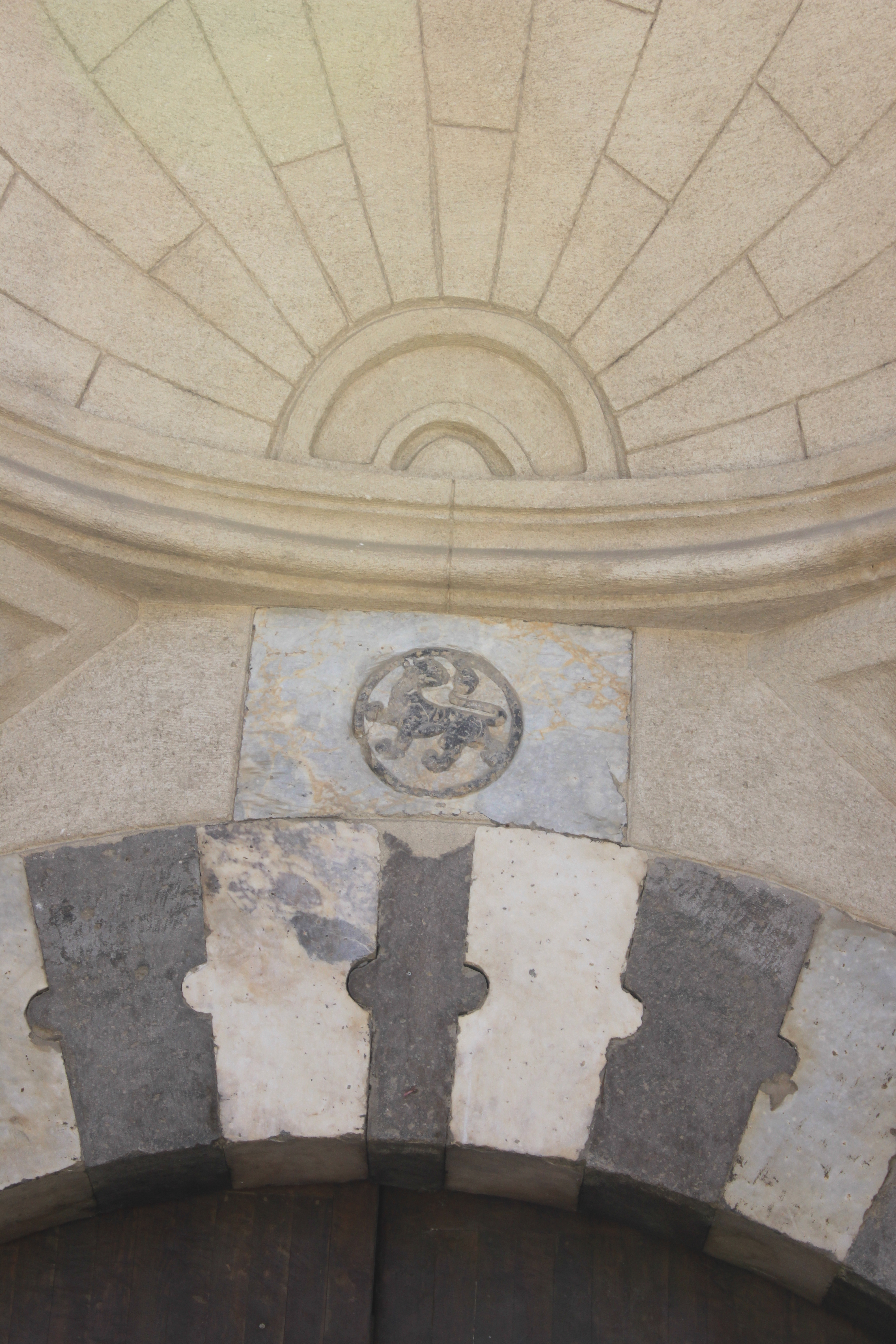
Eingangsportal mit Löwenemblem.

Bis auf das Eingangsportal fehlt dem Han jeder Schmuck, auch die typischen Muqarnas fehlen. Auffällig ist der Eingangsbereich. Über der Tür befindet sich ein Fächerbogen, der konkav gewölbt ist. Unter dem Bogen, aber noch über dem Schlussstein des zweifarbigen Torbogens befindet sich die Abbildung eines Löwen. Ein ähnlicher Löwe befindet sich auch bei dem Eingang der Taş Cami, die vom selben Architekten errichtet wurde. Der Torbogen besteht aus abwechselnd grauen Steinen und weißem Marmor. Auch die Bögen im Inneren sind in diesem Muster gestaltet, der Raum zwischen Bogen und Decke ist mit roten Ziegeln gemauert.

## Inschrift
Über dem Fächerbogen am Eingangsportal befindet sich in der Mitte eine Marmorplatte mit einer arabischen Inschrift. Sie lautet in deutscher Übersetzung: Der Bau dieses Han wurde vom Helfer der Welt und des Glaubens angeordnet, dem großen Sultan Gıyaseddin Keyhüsrev, Sohn des Kilıç Arslan zu seiner Zeit – möge Allah seine Herrschaft beschützen – von seinem Diener Yusuf, Sohn des Yakub – möge Allah vergeben seine Sünden – in 677. 677 entspricht dem Jahr 1278 n. Chr. Eine alternative Übersetzung lautet: Hat unter Sultan Gıyaseddin Keyhüsrev, dem Helfer der Welt und des Glaubens, dem Sohn des Kilıç Arslan, seinem Sklaven, dem armen Yusuf, Sohn des Yakub, Allah möge ihm seine Sünden vergeben, den Bau dieses Han befohlen im Jahr 677.
Auf der Tafel wird auch noch erwähnt, dass der Stifter des Hans, Ebûl Mücahit bin Yakup, auch die Medrese (heute eine Moschee) und einen Hamam stiftete. Als Architekt der gesamten Anlage wird Oğul Beğ bin Mehmet genannt.